# Janusz Monkiewicz
Janusz Monkiewicz (Stanisław Janusz Monkiewicz, ur. 1947) – polski artysta fotograf. Artysta Fotoklubu Rzeczypospolitej Polskiej Stowarzyszenia Twórców (AFRP) oraz członek Związku Polskich Fotografów Przyrody.

## Charakterystyka
Do roku 2006 był prezesem Związku Polskich Fotografów Przyrody – Okręgu Warmińsko – Mazurskiego i od roku 2010 do końca kwietnia 2013 roku był nim ponownie. Mieszka w Piszu, małym miasteczku na Mazurach, żonaty, ma dorosłego syna. Żona Czesława i syn Arkadiusz są prawnikami. Laureat I miejsca w kategorii „Ruch” i Grand Prix Konkursu im. Włodzimierza Puchalskiego za 2002 rok.

## Wystawy zbiorowe
- Wystawa „Laureatów Konkursu im. Wł. Puchalskiego” w Starej Galerii ZPAF w Warszawie;
- „Śladami Edwarda Hartwiga” w Galerii Sztuki PZU w Warszawie;
- „Śladami Edwarda Hartwiga” w Kampinoskim Parku Narodowym w Izabelinie;
- „Śladami Edwarda Hartwiga” w Galerii „Zarzecka” w Łodzi;
- WystawaTargów Foto – Video Film w Łodzi (2002);
- „Mazurska Przyroda”; wystawa ZPFP Oddział Warmińsko – Mazurski na Zamku w Lidzbarku Warmińskim;
- „Spotkanie z Przyrodą”; wystawa ZPFP Oddział Warmińsko – Mazurski w Ełckim Centrum Kultury w Ełku;
- „Wizje Natury”; podczas Festiwalu Foto Natura 2003”;
- „CYBERFOTO 2003” w Częstochowie;
- „Krajobraz Górski 2003”; międzynarodowa wystawa pokonkursowa w Nowym Targu;
- „80 lat Lasów Polskich 2004”; wystawa w Warszawie;
- „National Parks in Poland”; wystawa 10 – 19.06.2004 – Hamburg, Centrum Handlowe ECE;
- „National Parks in Poland”; 1 – 18.07.2004 – Berlin, galeria handlowa „Potsdamer Platz Arkaden”, znajdująca się przy Alte Potsdamer Strasse 7 w Berlinie;
- „National Parks in Poland”; wystawa od 29. 10. do 24.11.2004. Prezentacja wystawy we Francji w Strasburgu, w Pałacu Festynów;
- „EXPO 2005”; wystawa prezentująca polską przyrodę na światowej wystawie, Pawilon Polski w Aichi, Japonia;
- „Polska – Polen”; wystawa pod patronatem Konsula RP w Hamburgu. Planowane jest pokazanie wystawy w kilku ośrodkach – w Neumünster (Sparkasse), Hamburgu (Centrum Fotografii Deichtorhallen), Bremie (Ratusz), Hanowerze (Izba Handlowo-Przemysłowa)(2005);
- Wystawa Związku Polskich Fotografów Przyrody Okręgu Warmińsko – Mazurskiego w Galerii Centrum Współpracy Międzynarodowej „Światowid” w Elblągu (2005);
- Wystawa „Ginące gatunki zwierząt w Polsce” zorganizowana przez National Geographic Polska (2005);
- Wystawa „Przyroda” zorganizowana przez ZPFP Okręg Warmińsko – Mazurski i Muzeum Przyrodnicze w Olsztynie (2007);
- Wystawa „Przyroda” zorganizowana przez ZPFP Okręg Warmińsko – Mazurski i Muzeum w Olsztynku (2010);
- Wystawa „Przyroda” zorganizowana przez ZPFP Okręg Warmińsko – Mazurski i Dom Kultury (Zamek) w Ostródzie (2010);
- Wystawa „Przyroda” zorganizowana przez ZPFP Okręg Warmińsko – Mazurski i Muzeum Przyrodnicze w Olsztynie, w Galerii „stary Ratusz” (2011).

## Wystawy indywidualne
- Galeria Domu Kultury w Kętrzynie;
- Galeria Fotografii „Holl” w Ełckim Centrum Kultury;
- W Ratuszu Miejskim w Piszu;
- W Galerii Domu Pracy Twórczej Ministerstwa Kultury i Sztuki, w Klasztorze Wigierskim w Wigrach;
- W Galerii Domu Pracy Twórczej Polskiej Akademii Nauk w Wierzbie;
- Prezentacja zdjęć na targach w Grenoble we Francji. Sponsorem wystawy była firma „Mazurskie Domy”;
- Wystawa „Warmia” w lidzbarskim Zamku. Sponsorem wystawy jest Stowarzyszenie „Dom Warmiński” (2006);
- Wystawa „Budownictwo drewniane Podlasia oraz Warmii i Mazur” w Galerii Centrum Współpracy Międzynarodowej „Światowid” w Elblągu (2006);
- Wystawa „Warmia” w Braniewie. Sponsorem wystawy jest Starostwo Braniewskie i Stowarzyszenie „Dom Warmiński” (2006);
- Wystawa „Warmia” w Konsulacie RP w Królewcu. Sponsorem jest Stowarzyszenie „Dom Warmiński” (2006);
- Wystawa w Ornecie. Sponsorem jest Stowarzyszenie „Dom Warmiński” (2007);
- Wystawa w Jezioranach. Sponsorem jest MOKiS i Stowarzyszenie „Dom Warmiński” (2007);
- Wystawa w Reszlu. Sponsorem jest MOK i Stowarzyszenie „Dom Warmiński” (2007);
- Wystawa w Olsztynie w Starym Ratuszu. Sponsorem jest Stowarzyszenie „Dom Warmiński” (2007);
- Wystawa w Niemczech, w Meppen. Sponsorem jest Stowarzyszenie „Dom Warmiński” (2008);
- Wystawa w Olsztynie, w Galerii Stary Spichlerz. Sponsorem jest Stowarzyszenie „Dom Warmiński” (2008);
- Wystawa w Ełku, w Galerii Fotografii „Holl” (2008).

## Publikacje

### Albumy i książki autorskie
- „Warmińsko – Mazurskie”; album wydany przez wydawnictwo „Bosz”;
- „Dolnośląskie”; album wydany przez wydawnictwo „Bosz”; czterech autorów: Marek Czasnojć, Adam Hawałej, Janusz Monkiewicz, Andrzej Raj;
- „Przewodnik Warmińsko-Mazurskie”; książka (408 str.) wydana przez wydawnictwo „Bosz”.

### Albumy i książki – prace zbiorowe
- „Wolin” – album wydany przez Woliński Park Narodowy;
- „80 – lecie lasów polskich” – album wydany przez wydawnictwo „Multico”;
- „Sanktuarium Niepokalanej Matki Pokoju w Stoczku Warmińskim” – wydane przez Centrum Formacji Maryjnej „Salwatoris Mater”;
- „Encyklopedia dla szkół” – książka wydana przez wydawnictwo „Europa”;
- „Polska niezwykła” – książka wydana przez wydawnictwo „Demart”;
- „Atlas ilustrowany” – książka wydana przez wydawnictwo „Europa”;
- „Miasta Polskie” – książka wydana przez wydawnictwo „Arkady”;
- „1000 muzeów w Polsce” – książka wydana przez wydawnictwo „BOSZ”;
- „Kierunek Polska” – książka wydana przez wydawnictwo „BOSZ”;
- „Śladami Słynnych Zbrodni” – książka wydana przez wydawnictwo „BOSZ”;
- „Muzea Polskie” – książka wydana przez wydawnictwo „BOSZ”;
- Zdjęcia zamieszczane są również w książkach i czasopismach wydawnictw „Rożak”, „Readers Digest”, „Bayer” i innych.